# Клей (тауншип, Миннесота)
Клей (англ. Clay) — тауншип в округе Хаббард, Миннесота, США. На 2010 год его население составило 69 человек.

## География
По данным Бюро переписи населения США площадь тауншипа составляет 93,6 км², из которых 86,5 км² занимает суша, а 7,1 км² — вода (7,56 %).

## Демография
По данным переписи населения 2000 года здесь находились 49 человек, 23 домохозяйства и 16 семей. Плотность населения — 0,6 чел./км². На территории тауншипа расположено 116 построек со средней плотностью 1,3 построек на один квадратный километр. Расовый состав населения: 97,96 % белых и 2,04 % коренных американцев.
Из 23 домохозяйств в 13,0 % воспитывались дети до 18 лет, в 65,2 % проживали супружеские пары, в 4,3 % проживали незамужние женщины и в 30,4 % домохозяйств проживали несемейные люди. 26,1 % домохозяйств состояли из одного человека, при том ни в одном из них не проживали одинокие пожилые люди старше 65 лет. Средний размер домохозяйства — 2,13, а семьи — 2,56 человека.
8,2 % населения — младше 18 лет, 4,1 % — в возрасте от 18 до 24 лет, 20,4 % — от 25 до 44, 51,0 % — от 45 до 64, и 16,3 % — старше 65 лет. Средний возраст — 52 года. На каждые 100 женщин приходилось 88,5 мужчин. На каждые 100 женщин старше 18 приходилось 95,7 мужчин.
Средний годовой доход домохозяйства составлял 36 250 долларов, а средний годовой доход семьи — 45 625 долларов. Средний доход мужчин — 30 750 долларов, в то время как у женщин — 23 750. Доход на душу населения составил 28 130 долларов. За чертой бедности не находилась ни одна семья и 5,4 % всего населения тауншипа.